# Landschaftsschutzgebiet Rotes Land

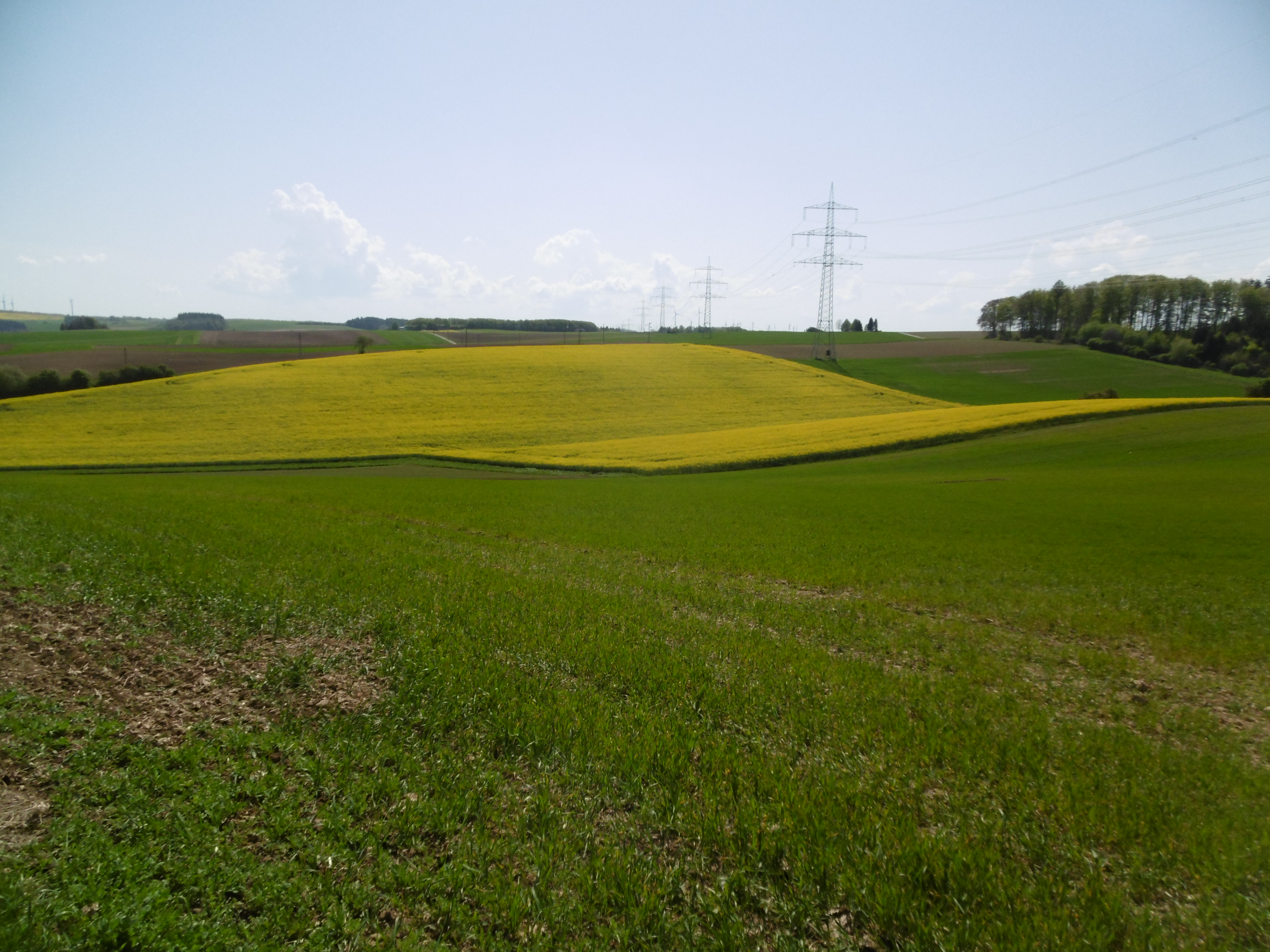
Landschaftsschutzgebiet Rotes Land westlich vom Naturschutzgebiet Udorfer Mühle

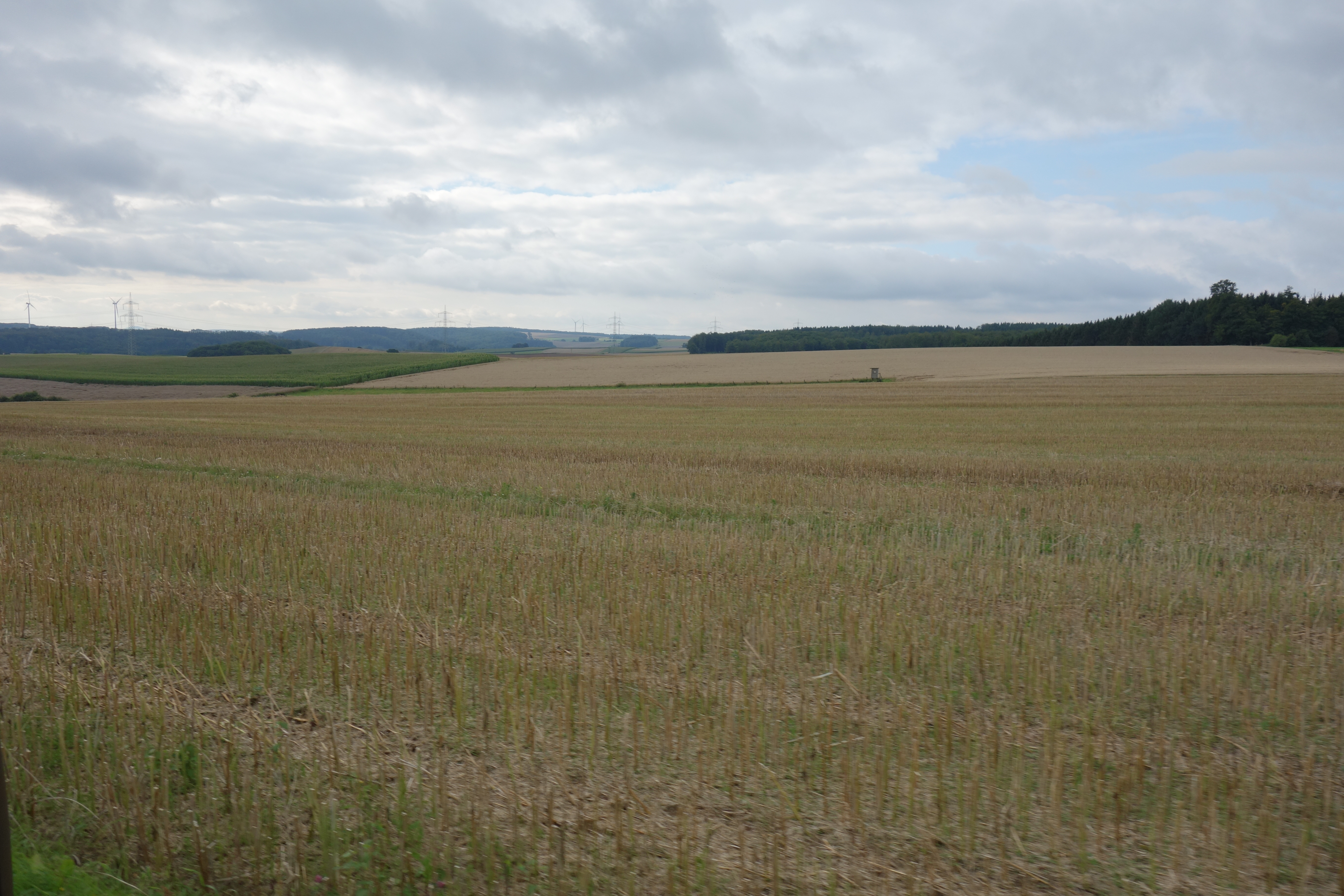
Rotes Land nordwestlich vom Naturschutzgebiet Glockengrund

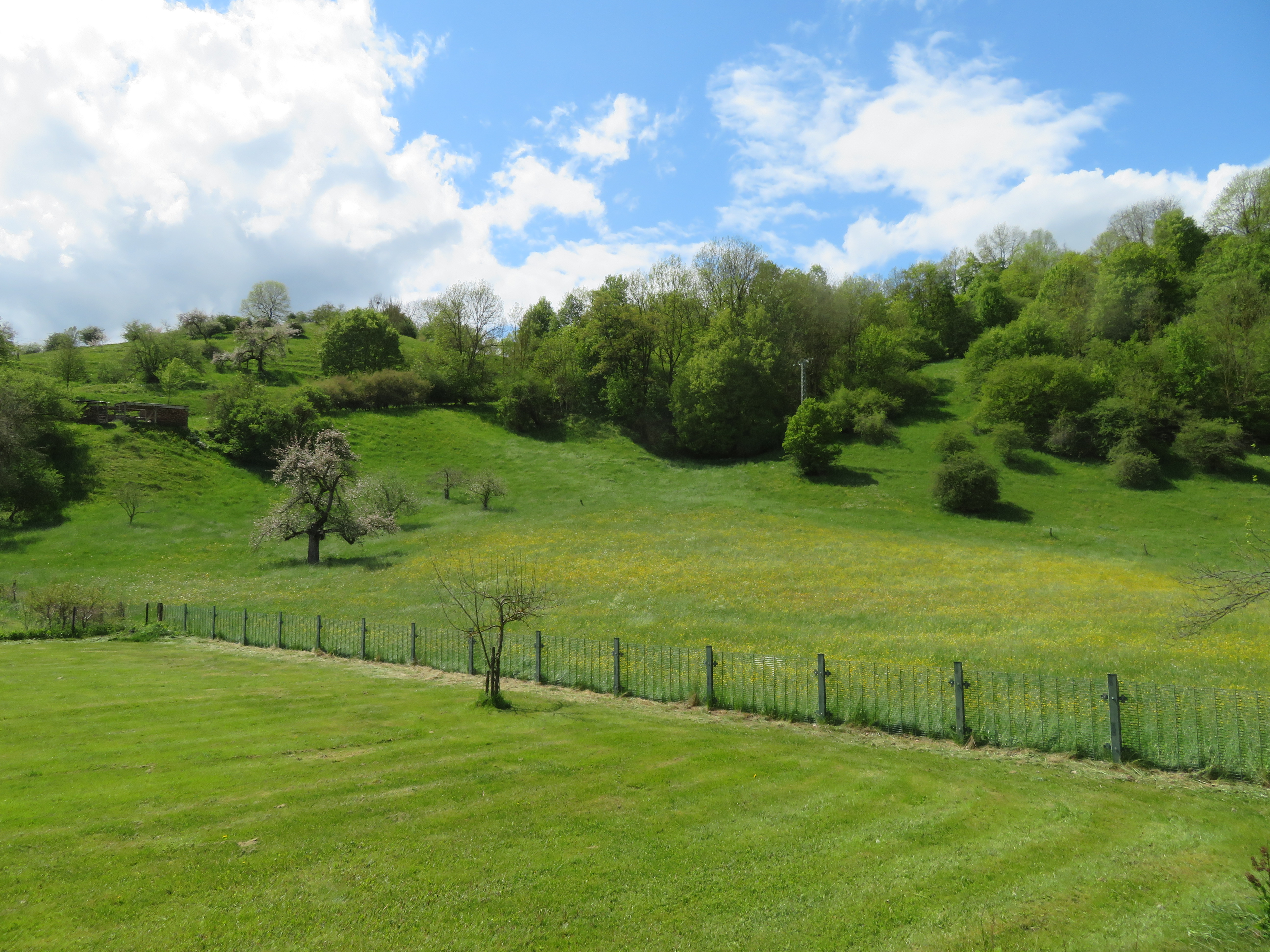
Teilbereich am Glindegrund

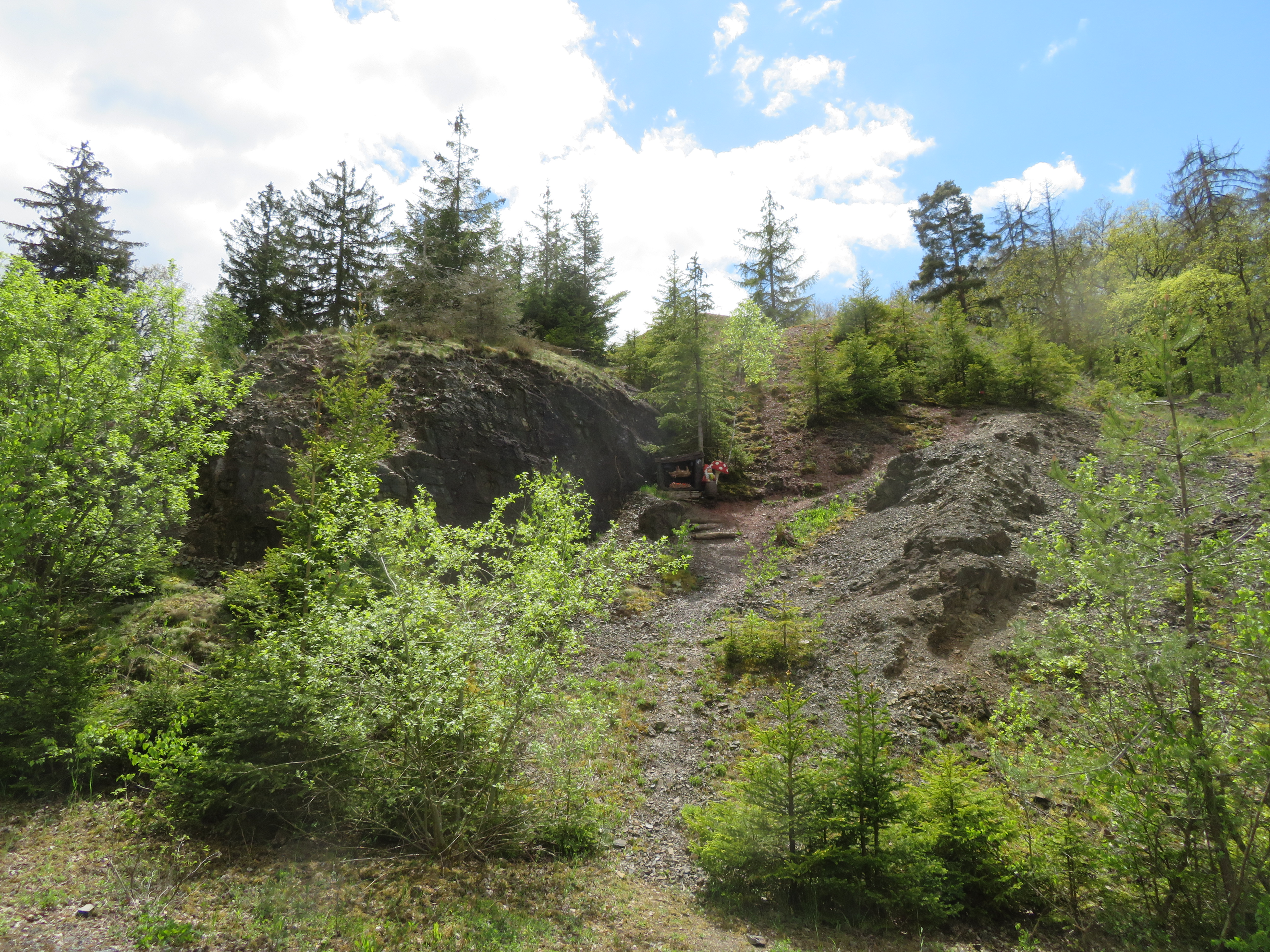
Teilbereich am Kohlhagen

Das Landschaftsschutzgebiet Rotes Land mit 2.035,42 ha liegt im mittleren und südöstlichen Stadtgebiet von Marsberg und im Hochsauerlandkreis. Das Gebiet wurde 2002 mit dem Landschaftsplan Marsberg durch den Kreistag des Hochsauerlandkreises als Landschaftsschutzgebiet (LSG) ausgewiesen. Das LSG wurde als LSG vom Typ A, Allgemeiner Landschaftsschutz, ausgewiesen.

## Beschreibung
Das LSG umfasst großflächig Flächen, welche außerhalb vom Bebauungsbereich und anderen Schutzgebieten liegen. Im LSG liegen Waldbereiche und Offenland mit Grünland und Acker. Es besteht aus zahlreichen Teilflächen.
Im LSG liegen eine Vielzahl alter Bergbaustätten, darunter die Kupfergruben um die ehemalige Stadtberger Hütte. Größere Pingenbezirke finden sich nördlich von Borntosten, nordwestlich Leitmar, im Obermarsberger Stadtwald im Bereich Kump nördlich Heddinghausen (Marsberg) und im Bereich Rohrberg / Ohmberg / Buchenberg östlich von Marsberg. Hinzu kommen alte Kalksteinbrüche, teilweise mit Standorten von Kalköfen, in denen die anstehenden Zechsteinkalke abgebaut wurden.

## Schutzzweck
Die Ausweisung erfolgte zur Sicherung und Erhaltung der natürlichen Erholungseignung und der Leistungsfähigkeit des Naturhaushaltes gegenüber den vielfältigen zivilisatorischen Ansprüchen an Natur und Landschaft.

## Rechtliche Vorschriften
Wie in den anderen Landschaftsschutzgebieten im Stadtgebiet besteht im LSG ein Verbot, Bauwerke zu errichten. Vom Verbot ausgenommen sind Bauvorhaben für Gartenbaubetriebe, Land- und Forstwirtschaft. Die Untere Naturschutzbehörde kann Ausnahmegenehmigungen für Bauten aller Art erteilen.